# Beijing Guoan FC
El Beijing Guoan Football Club (xinès: 北京国安足球俱乐部) és un club de futbol de la Xina fundat el 1992 a la ciutat de Pequín i juga a la Superlliga xinesa.

## Història

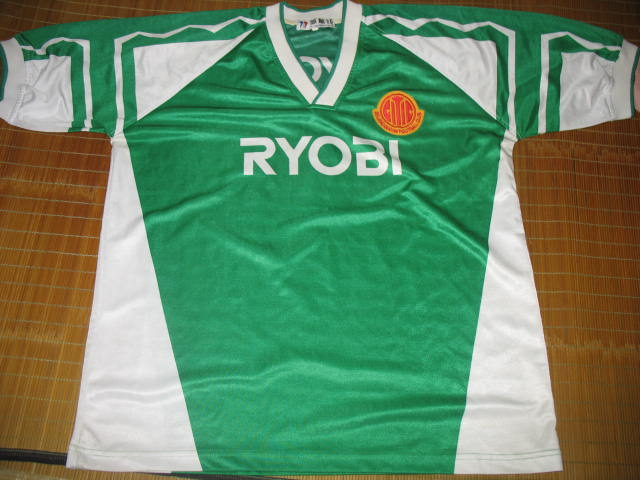
Uniforme 1995–1996.

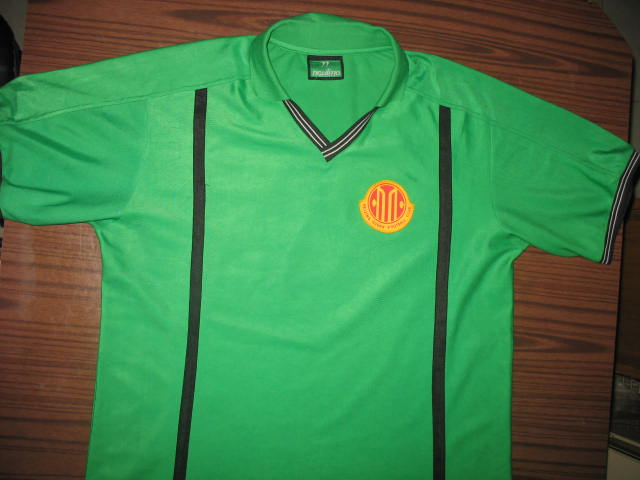
Uniforme 2002–2003.

El Beijing Guoan Football Club es va formar a conseqüència de la reforma de la lliga de la Xina del 1992. El club va ser format pel grup financer més gran de la Xina, la CITIC Guoan i el Cómite Esportiu de la Municipalitat de Pequín. El 2003 va signar un contracte amb l'empresa Beijing Hyundai Motor Company, això va portar al fet que el club passés a cridar Beijing Hyundai Motor Football Team. El contracte va finalitzar el 2006 i el club va tornar a anomenar-se Beijing Guoan Football Club. No obstant, els orígens del club es remunten fins als anys cinquanta.
L'equip va acabar segon de la Jia A (aquest torneig després seria reemplaçat per la Superlliga xinesa el 1995 i en tercer lloc el 1997, 1998 i 2002. Va disputar en 5 ocasions la final de la Copa FA de la Xina, guanyant-la 3 vegades. Fins ara grans jugadors del futbol xinès han sortit d'aquest equip, com ara el davanter Shao Jiayi i Yang Chen.
El club recentment va vendre una part de la seva propietat al Reial Madrid, amb la intenció d'aconseguir una major popularitat i millors resultats.
Evolució del nom:
- 1956-1956: Beijing Physical Education Normal University 北京体院队[4]
- 1957-1960: Beijing 北京队
- 1961-1964: Beijing Youth 北京青年队[5]
- 1965-1990: Beijing 北京队
- 1991-1991: Beijing Shenzhou 北京神州队[6]
- 1992-1992: Beijing 北京队
- 1993-2002: Beijing Guoan 北京国安队[7]
- 2003-2005: Beijing Hyundai 北京现代队[7]
- 2006-2015: Beijing Guoan 北京国安队
- 2016-2016: Beijing Guoan LeEco 北京国安乐视队[8]
- 2017-2021: Beijing Sinobo Guoan 北京中赫国安队
- 2021-avui: Beijing Guoan 北京国安队

## Uniforme
- Uniforme titular: Samarreta verda, pantalons blancs, mitjons verds.
- Uniforme alternatiu: Samarreta blanca amb vius verds, pantalons blancs, mitjons blancs.

## Estadi
L'Estadi dels Treballadors és on juga de local el Beijing Guoan, i per als partits de menor concurrència ho fa a l'estadi Beijing Fengtai Stadium que és un multiestadi ubicat a la ciutat de Pequín, Xina. Actualment és utilitzat per a partits de futbol i és on el Beijing Guoan fa de local. L'estadi té una capacitat per a 33.000 espectadors.

## Palmarès
- Lliga xinesa de futbol:[9]
  - 1957, 1958, 1973, 1982, 1984, 2009
  - 1956, 1963 (Beijing Youth)

- Copa xinesa de futbol:[10]
  - 1985, 1996, 1997, 2003, 2018

- Supercopa xinesa de futbol:
  - 1997, 2003